# Ульянов Ігор Вадимович
І́гор Вади́мович Улья́нов (27 липня 1940, с. Сергієвка, Кустанайський район, Кустанайська область, Казахська РСР) — міністр зв'язку Казахської РСР — Республіки Казахстан.

## Біографія
Ульянов Ігор Вадимович народився 27 липня 1940 року в селищі Сергієвка Кустанайського району Кустанайської області.

### Освіта
1971 року закінчив Новосибірський електротехнічний інститут зв'язку за спеціальністю інженер електрозв'язку (заочно).

### Трудова діяльність
Трудову діяльність розпочав 1960 року техніком, потім працював інженером, начальником цеху Кустанайського міського вузла зв'язку, головним інженером, начальником управління, а згодом начальником Кустанайського обласного виробничо-технічного управління зв'язку (1960—1986).
У 1986—1987 роках — перший заступник міністра зв'язку Казахської РСР.
У березні 1987 року призначений міністром зв'язку Казахської РСР, згодом — Республіки Казахстан. Обіймав посаду до червня 1994.
З червня 1994 по квітень 1995 року — президент Національної акціонерної компанії «Казахтелеком».
У 1995—1996 роках — генеральний директор департаменту будівництва об'єктів телекомунікаційної інфраструктури при НАК «Казахтелеком».
У червні 1996 року емігрував до Росії, де продовжив кар'єру в системі «Ростелекому», обійнявши посаду першого заступника директора філії з будівництва об'єктів міжміського та міжнародного зв'язку АТВТ «Ростелеком».

## Громадська діяльність
Депутат Верховної Ради Казахської РСР 11-го скликання.

## Нагороди та звання
- Орден Трудового Червоного Прапора
- Дві медалі
- Почесне звання «Майстер зв'язку СРСР»

## Сім'я
Одружений. Має сина та онуку.